# Platygaster
Platygaster är ett släkte av steklar som beskrevs av Pierre André Latreille 1809. Platygaster ingår i familjen gallmyggesteklar.

## Dottertaxa tillPlatygaster, i alfabetisk ordning[1][2]
- Platygaster aberrans
- Platygaster abia
- Platygaster abicollis
- Platygaster abisares
- Platygaster aboriginalis
- Platygaster abrupta
- Platygaster acciculosis
- Platygaster aciculata
- Platygaster acrisius
- Platygaster actinomeridis
- Platygaster acuticlava
- Platygaster acutocularis
- Platygaster aebeloeensis
- Platygaster aegeus
- Platygaster affinis
- Platygaster alnicola
- Platygaster alticola
- Platygaster ambositrensis
- Platygaster americana
- Platygaster aneurus
- Platygaster angulata
- Platygaster angustula
- Platygaster anopediana
- Platygaster anormis
- Platygaster antennariae
- Platygaster anura
- Platygaster aphidis
- Platygaster apicalis
- Platygaster applanata
- Platygaster appropinquata
- Platygaster artemisiae
- Platygaster ashmeadiana
- Platygaster asiatica
- Platygaster astericola
- Platygaster asynaptae
- Platygaster athamas
- Platygaster atrae
- Platygaster atriplicis
- Platygaster attenuata
- Platygaster australis
- Platygaster automenes
- Platygaster baccharicola
- Platygaster baccharidis
- Platygaster baezi
- Platygaster baloghi
- Platygaster basi
- Platygaster beneficiens
- Platygaster betulae
- Platygaster betularia
- Platygaster biroi
- Platygaster blascozumetae
- Platygaster bonessi
- Platygaster boneti
- Platygaster borealis
- Platygaster brachyptera
- Platygaster brevicornis
- Platygaster brevipetiolata
- Platygaster brevistriata
- Platygaster bucolion
- Platygaster bureschi
- Platygaster burkei
- Platygaster californica
- Platygaster canestrinii
- Platygaster caninifrons
- Platygaster caryae
- Platygaster caulicola
- Platygaster cebes
- Platygaster cecconii
- Platygaster cecidomyiae
- Platygaster chilensis
- Platygaster chloropus
- Platygaster chrysippus
- Platygaster ciliata
- Platygaster clavata
- Platygaster cochleata
- Platygaster coloradensis
- Platygaster columbiana
- Platygaster compressa
- Platygaster compressicornis
- Platygaster compressiventris
- Platygaster confinis
- Platygaster consobrina
- Platygaster contorticornis
- Platygaster convergens
- Platygaster coorgensis
- Platygaster corcyrana
- Platygaster corni
- Platygaster coronata
- Platygaster corvina
- Platygaster costaricae
- Platygaster cottei
- Platygaster crassa
- Platygaster crassicornis
- Platygaster crenulata
- Platygaster cruciferarum
- Platygaster csoszi
- Platygaster cuspidata
- Platygaster cynipicola
- Platygaster cyrsilus
- Platygaster dalgaardi
- Platygaster damokles
- Platygaster danica
- Platygaster danielssoni
- Platygaster deipyla
- Platygaster delyi
- Platygaster demades
- Platygaster dentata
- Platygaster denticulata
- Platygaster depressiventris
- Platygaster dictys
- Platygaster dilata
- Platygaster diplosidis
- Platygaster diplosisae
- Platygaster distincta
- Platygaster dombeyae
- Platygaster draskovitsi
- Platygaster dryomiae
- Platygaster dryope
- Platygaster dubia
- Platygaster elissa
- Platygaster elongata
- Platygaster ennius
- Platygaster ensifer
- Platygaster entwistlei
- Platygaster equestris
- Platygaster ericeti
- Platygaster eriphyle
- Platygaster errans
- Platygaster eryngii
- Platygaster erythropus
- Platygaster estonica
- Platygaster ethiopica
- Platygaster etsuhoae
- Platygaster euhemerus
- Platygaster eurotiae
- Platygaster euurae
- Platygaster euxestonotoides
- Platygaster exiguae
- Platygaster felti
- Platygaster fennica
- Platygaster filicaudis
- Platygaster filicornis
- Platygaster flabellata
- Platygaster flagellata
- Platygaster flavifemorata
- Platygaster flavitarsis
- Platygaster floridensis
- Platygaster foersteri
- Platygaster formicarum
- Platygaster forshagei
- Platygaster foutsi
- Platygaster frater
- Platygaster fumipennis
- Platygaster funesta
- Platygaster fungicola
- Platygaster fusca
- Platygaster fuscipennis
- Platygaster gahani
- Platygaster gaia
- Platygaster galbus
- Platygaster galenus
- Platygaster gambiana
- Platygaster genata
- Platygaster generalii
- Platygaster germanica
- Platygaster gifuensis
- Platygaster globicola
- Platygaster gorge
- Platygaster gorgo
- Platygaster gracilicornis
- Platygaster gracilipes
- Platygaster gyge
- Platygaster gyrone
- Platygaster hanseni
- Platygaster hanssoniana
- Platygaster henkvlugi
- Platygaster hera
- Platygaster herricki
- Platygaster heterothalami
- Platygaster hiemalis
- Platygaster hoffmeyeri
- Platygaster hovmoelleri
- Platygaster huachucae
- Platygaster huggerti
- Platygaster hyalinata
- Platygaster hyalinipennis
- Platygaster hybrida
- Platygaster hyemalis
- Platygaster hygrophila
- Platygaster iberica
- Platygaster ilona
- Platygaster imlaci
- Platygaster inconspicua
- Platygaster indefinita
- Platygaster inderdaadi
- Platygaster indica
- Platygaster inermis
- Platygaster insularis
- Platygaster intermedia
- Platygaster intermedius
- Platygaster iolas
- Platygaster iteocrypta
- Platygaster iteophila
- Platygaster javieri
- Platygaster juniperella
- Platygaster juniperi
- Platygaster juniperina
- Platygaster jutlandica
- Platygaster kalmiae
- Platygaster kaszabi
- Platygaster kenyana
- Platygaster keralicus
- Platygaster kimballi
- Platygaster komugi
- Platygaster koponeni
- Platygaster koreana
- Platygaster krarupi
- Platygaster kui
- Platygaster laevicollis
- Platygaster laevifrons
- Platygaster laeviventris
- Platygaster lamelliformis
- Platygaster lampronota
- Platygaster lanceolata
- Platygaster lapponica
- Platygaster laricis
- Platygaster lasiopterae
- Platygaster lasiorum
- Platygaster lata
- Platygaster latescens
- Platygaster laticeps
- Platygaster laticlavus
- Platygaster laticornis
- Platygaster latifrons
- Platygaster leguminicolae
- Platygaster leileri
- Platygaster leptines
- Platygaster leptoptera
- Platygaster leptosoma
- Platygaster leucanthemi
- Platygaster libocedri
- Platygaster linearis
- Platygaster lineaticeps
- Platygaster litoralis
- Platygaster longestriata
- Platygaster longestriolata
- Platygaster longicaudata
- Platygaster lubomasneri
- Platygaster lucida
- Platygaster luctuosa
- Platygaster lugens
- Platygaster lundensis
- Platygaster lupinicola
- Platygaster luteocoxalis
- Platygaster lyciicola
- Platygaster lyneborgi
- Platygaster lysicles
- Platygaster maarteni
- Platygaster macgowni
- Platygaster macroptera
- Platygaster mahensis
- Platygaster mainensis
- Platygaster malabarica
- Platygaster malaisei
- Platygaster malpighii
- Platygaster mandrakae
- Platygaster manto
- Platygaster marchali
- Platygaster marginata
- Platygaster martikaineni
- Platygaster marttii
- Platygaster marylandica
- Platygaster masneri
- Platygaster matsutama
- Platygaster matuschanskavaskyi
- Platygaster mayetiolae
- Platygaster mediocris
- Platygaster meduxnekeagensis
- Platygaster melanocera
- Platygaster melliscapus
- Platygaster meridionalis
- Platygaster microsculpturata
- Platygaster minima
- Platygaster minthe
- Platygaster minuta
- Platygaster minutissima
- Platygaster mirabilis
- Platygaster misella
- Platygaster moczari
- Platygaster modesta
- Platygaster molsensis
- Platygaster mongolica
- Platygaster mumfordi
- Platygaster munita
- Platygaster munki
- Platygaster muscivora
- Platygaster myrmecobia
- Platygaster narendrani
- Platygaster natalensis
- Platygaster nigeriana
- Platygaster nigerrimus
- Platygaster nigra
- Platygaster nigricoxa
- Platygaster nigrifemur
- Platygaster nigripes
- Platygaster nigrita
- Platygaster nigrocoxatus
- Platygaster nisus
- Platygaster nodicola
- Platygaster noonae
- Platygaster norvegica
- Platygaster nottoni
- Platygaster noveboracensis
- Platygaster oblonga
- Platygaster obscura
- Platygaster obscuripennis
- Platygaster oculata
- Platygaster oebalus
- Platygaster oeclus
- Platygaster oenone
- Platygaster oleae
- Platygaster opaca
- Platygaster orcus
- Platygaster ornata
- Platygaster orus
- Platygaster oryzae
- Platygaster oscus
- Platygaster otanes
- Platygaster oviventris
- Platygaster paches
- Platygaster pallida
- Platygaster pallidicoxalis
- Platygaster pallipes
- Platygaster panamaensis
- Platygaster panchganii
- Platygaster pappi
- Platygaster parvula
- Platygaster pauliani
- Platygaster pedasus
- Platygaster pedestris
- Platygaster pelias
- Platygaster pentatoma
- Platygaster perineti
- Platygaster perplexa
- Platygaster persicariae
- Platygaster philinna
- Platygaster philippiae
- Platygaster phragmitiphila
- Platygaster phragmitis
- Platygaster picipes
- Platygaster pilco
- Platygaster pinaensis
- Platygaster pinicola
- Platygaster piniphila
- Platygaster pinyonicola
- Platygaster piso
- Platygaster plana
- Platygaster planoides
- Platygaster platyptera
- Platygaster pleuron
- Platygaster plotina
- Platygaster pluto
- Platygaster polaszeki
- Platygaster polita
- Platygaster ponderosae
- Platygaster praecox
- Platygaster producta
- Platygaster prolata
- Platygaster proxima
- Platygaster pseudotsugae
- Platygaster pubiventris
- Platygaster puccinii
- Platygaster punctiventris
- Platygaster pygmaea
- Platygaster pyramidalis
- Platygaster quadriceps
- Platygaster quadrifarius
- Platygaster ramachandrai
- Platygaster relativa
- Platygaster resinosae
- Platygaster retuertae
- Platygaster reyi
- Platygaster rhabdophagae
- Platygaster riparia
- Platygaster rohweri
- Platygaster romanica
- Platygaster rossinii
- Platygaster rubi
- Platygaster ruficornis
- Platygaster rufidens
- Platygaster rufipes
- Platygaster rufitibia
- Platygaster rugosiceps
- Platygaster rutilipes
- Platygaster rutubus
- Platygaster rwankwiensis
- Platygaster sagana
- Platygaster salicicola
- Platygaster saliciperdae
- Platygaster salvadorae
- Platygaster sambuci
- Platygaster sasii
- Platygaster satara
- Platygaster scorpoides
- Platygaster scotica
- Platygaster scrophulariae
- Platygaster sculptiventris
- Platygaster scutellator
- Platygaster semiflava
- Platygaster semiglabra
- Platygaster setosa
- Platygaster shastensis
- Platygaster signata
- Platygaster signe
- Platygaster similis
- Platygaster simplex
- Platygaster singularis
- Platygaster sinica
- Platygaster sociabilis
- Platygaster soederlundi
- Platygaster solidaginis
- Platygaster sonchis
- Platygaster sophianae
- Platygaster specularis
- Platygaster spinigera
- Platygaster splendens
- Platygaster splendidula
- Platygaster srilankensis
- Platygaster stachydis
- Platygaster stefaniellae
- Platygaster stefaniolae
- Platygaster sterope
- Platygaster stimulator
- Platygaster strato
- Platygaster striaticeps
- Platygaster striaticollis
- Platygaster striatidorsum
- Platygaster striatifacies
- Platygaster striatifrons
- Platygaster striatipleura
- Platygaster striatitergitis
- Platygaster striatithorax
- Platygaster striolata
- Platygaster stylata
- Platygaster subapicalis
- Platygaster subfilicornis
- Platygaster subplana
- Platygaster subterranea
- Platygaster subtilis
- Platygaster suecica
- Platygaster sugitama
- Platygaster sylea
- Platygaster szelenyii
- Platygaster tacita
- Platygaster tanus
- Platygaster taras
- Platygaster taylori
- Platygaster tenerifensis
- Platygaster tenuicornis
- Platygaster terco
- Platygaster texana
- Platygaster tibialis
- Platygaster tisias
- Platygaster topali
- Platygaster topaliana
- Platygaster transsylvanica
- Platygaster transversiceps
- Platygaster tripotini
- Platygaster truncata
- Platygaster tsitsikamensis
- Platygaster tuberata
- Platygaster tuberculi
- Platygaster tuberosa
- Platygaster tuberosula
- Platygaster tubulosa
- Platygaster tumida
- Platygaster tumoricola
- Platygaster ulmicola
- Platygaster ungeri
- Platygaster uniformis
- Platygaster urnicola
- Platygaster utahensis
- Platygaster vaenia
- Platygaster vancouverensis
- Platygaster warda
- Platygaster variabilis
- Platygaster varicornis
- Platygaster websteri
- Platygaster vedresi
- Platygaster vera
- Platygaster verdii
- Platygaster vernalis
- Platygaster vernoniae
- Platygaster verrucosa
- Platygaster verticalis
- Platygaster vestina
- Platygaster viburni
- Platygaster victoriae
- Platygaster vintheri
- Platygaster virginiensis
- Platygaster virgo
- Platygaster viticola
- Platygaster vulgaris
- Platygaster xeneus
- Platygaster yunnanensis
- Platygaster zambiana
- Platygaster zangherii
- Platygaster zantanus
- Platygaster zaragozana
- Platygaster zavchanensis
- Platygaster zethus
- Platygaster zosine